# نعمتی (نام خانوادگی)
نعمتی یک نام خانوادگی است. افراد سرشناس با این نام از این قرارند:
- آناهیتا نعمتی هنرپیشه
- ابراهیم نعمتی نخستین داور بین‌المللی والیبال از ایران
- بهروز نعمتی نماینده دوره‌های نهم و دهم مجلس شورای اسلامی
- بیژن نعمتی شریف مجسمه‌ساز
- زهرا نعمتی کماندار معلول ایرانی
- سیامک نعمتی بازیکن فوتبال
- فرخ نعمتی بازیگر
- محمد نعمتی خوشنویس و متبحر در خط نسخ
- نگار نعمتی طراح لباس
- وحید نعمتی بازیکن فوتبال